# آندلا
آندلا (به انگلیسی: Andela)یک مرکز شتاب دهنده استعداد است که توسعه‌دهندگان نرم‌افزار را جذب و آموزش داده و آنها را به کارفرمایانی از سراسر جهان معرفی می‌کند. این شرکت به شناسایی افراد جوان و با استعداد در آفریقا پرداخته و آموزش‌های لازم برای تبدیل شدن به یک برنامه‌نویس تمام وقت را می‌دهد و سپس آنها را به صورت آنلاین به شرکت‌های فعال در زمینه فناوری مرتبط می‌سازد. دفتر مرکزی آندلا در نیویورک است و البته دفاتر متعددی نیز در آفریقا دارد.